# Jesús Villarino
Jesús Villarino Díez (Zamora, 25 de mayo de 1948) es un presentador de TV español.

## Trayectoria profesional
Conocido fundamentalmente durante los años setenta y ochenta por ser el presentador de uno de los espacios más populares de la época, Gente Joven, de TVE, en el que se daban a conocer jóvenes talentos que aspiraban a triunfar en el mundo de la música. Villarino presentó el programa durante casi todos sus años de emisión, entre 1974 y 1987.  A lo largo de ese tiempo, compartió plató con diferentes presentadoras como Isabel Tenaille, Marisa Abad, Isabel Borondo o Mercedes Rodríguez.